# Josef Mánes
Josef Mánes (ur. 12 maja 1820 w Pradze, zm. 9 grudnia 1871 tamże) – czeski malarz, ilustrator, grafik, przedstawiciel czeskiego romantyzmu. Uznawany za twórcę czeskiego malarstwa, zwłaszcza czeskiego malarstwa portretowego i pejzażowego w okresie romantyzmu i realizmu.

## Życiorys
Ukończył studia w Akademii Sztuk Pięknych w Pradze.
W 1920 na jego cześć nazwano jeden z mostów w centrum Pragi. Spoczywa na Cmentarzu Olszańskim.

## Wybrane dzieła
Twórczość Mánesa wywodzi się z romantyzmu. Inspirowana była malarstwem portretowym szkoły monachijskiej, rodzinnym praskim starym miastem i życiem mieszkańców wsi na Hanie, którzy ucieleśniali dla niego ideał prostoty. Do najbardziej znanych prac należy cykl portretów praskich mieszkańców, stylowe neorokokowe sceny z pobytów na zamku rodziny Silva-Tarrouca w Čechách pod Kosířem na Hanie, tablica z 1865 na praskim Orloju przedstawiająca alegorię 12 miesięcy za pomocą prac rolnych (dziś znajduje się tam kopia, oryginał jest wystawiony w Muzeum miasta Pragi).

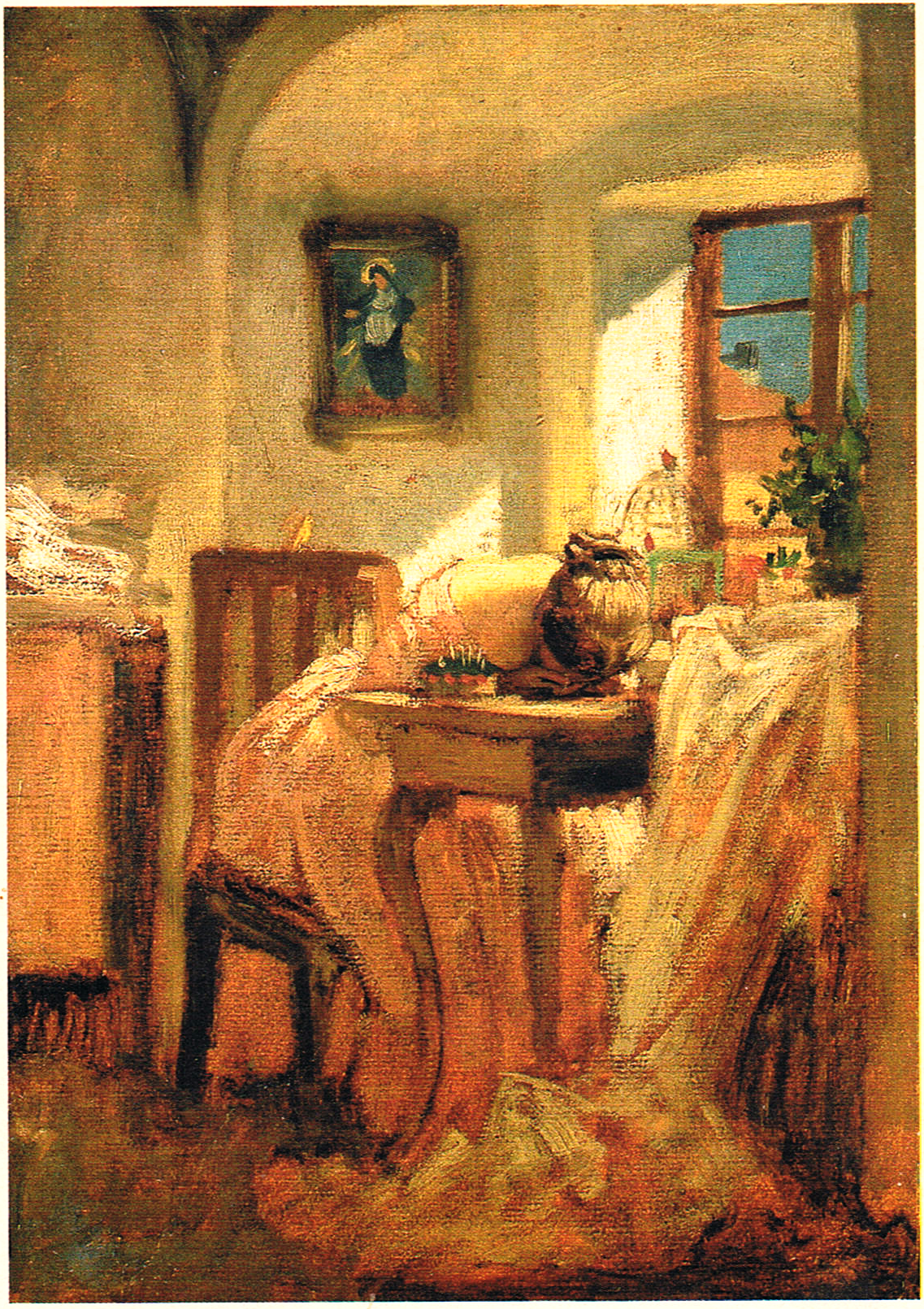
Josef Mánes, Švadlenka – Kosárkova nevěsta (Szwaczka – panna Kosárkova)

### Obrazy olejne
- Orlí hnízdo
- Poutník
- Hrobník – trzy obrazy inspirowane jego pobytem w Monachium
- Krkonošská krajina – studium z podróży z ojcem Antonínem
- Poslední okamžiky Lukáše z Leydenu, též Lukáš Leydenký žebrá na Pražském mostě (1843), Galeria Narodowa w Pradze
- Setkání Petrarky s Laurou v Avignonu roku 1327 (1845-1846), Galeria Narodowa w Pradze
- Políbení (1851), Galeria Narodowa w Pradze
- Příjezd hosta (1853-1855), Galeria Narodowa w Pradze
- Při měsíčku (Dostaveníčko) (1853-1855)
- Josefina (1855), Galeria Narodowa w Pradze
- Červené paraplíčko (V létě) (1855)
- Luisa Bělská (1857), portret żony znanego praskiego przedsiębiorcy, Galeria Narodowa w Pradze
- Švadlenka (Szwaczka) (1858-1859), portret Františki Pokorné, narzeczonej malarza Adolfa Kosárka, kiedy w momencie szycia szat ślubnych dowiedziała się o śmiertelnej choroby narzeczonego.
- Anna Vaclavíková (1862), portret bogatej mieszczanki, Galeria Narodowa w Pradze
- Labská krajina (1863)
- Řípský kraj (1863)

### Studia, rysunki i grafiki
- Studia hanackich ubrań
- Ilustracje „Rękopisu královédvorskiego”, drzeworyty 1849 – 1862

### Rękodzieła, w tym projekty
- Projekt sztandaru spółki Říp
- Projekt sztandaru i drzewca spółki Rastislav v Blansku